# Вазописець Ахілла

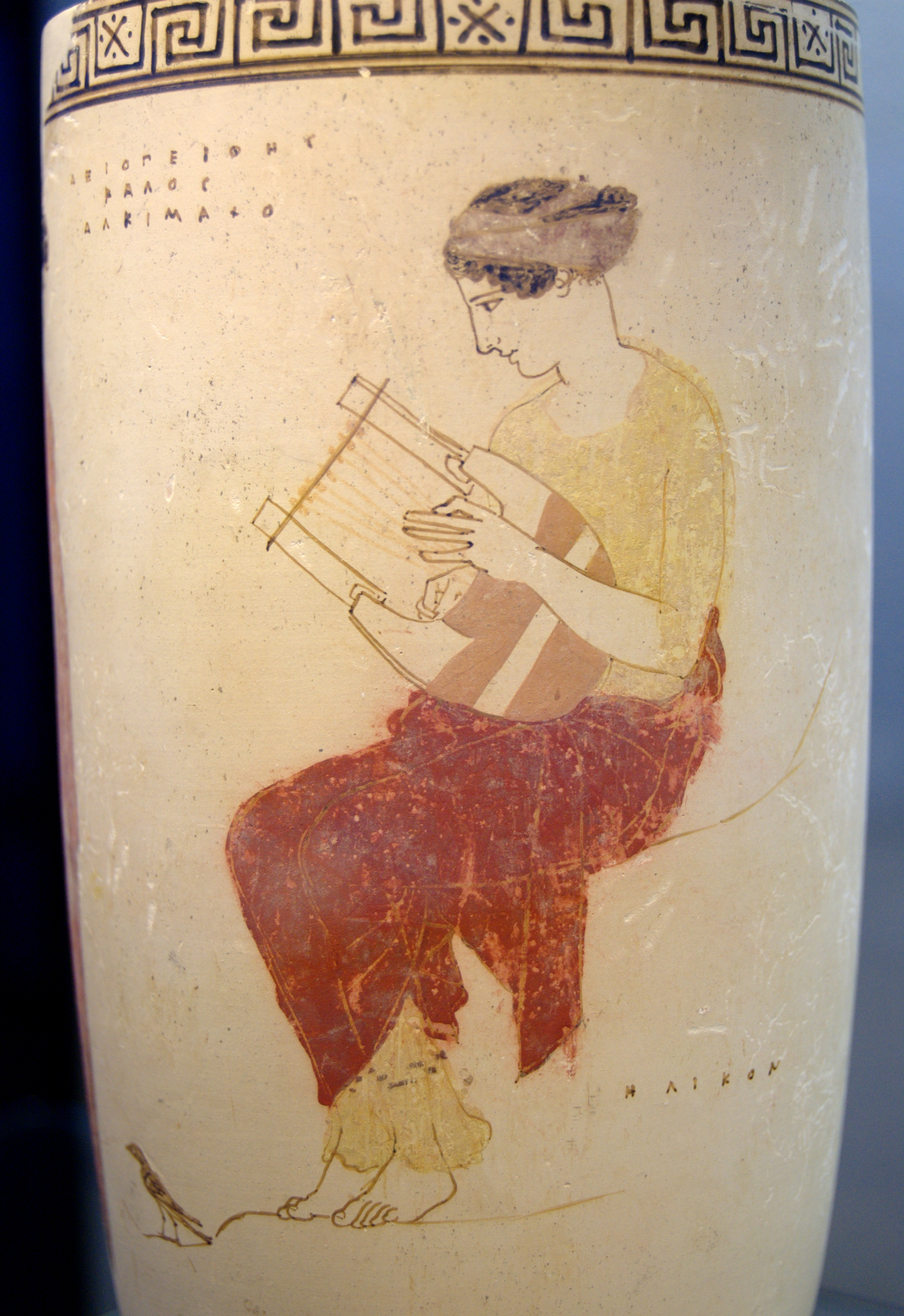
Один з лекіфів у техніці на білому тлі Вазописця Ахіллеса

Вазописець Ахілла, також Вазописець Ахіллеса — анонімний давньогрецький вазописець з Афін, працював у середині VI століття до нашої ери. Йому належать роботи у чорнофігурному, червонофігурному стилі та на білому тлі. Вази вазописця Ахілла часто містять написи Калос. Авторству його приписується понад 200 ваз.
Його іменна ваза — амфора, прикрашена сценою, що зображує Ахіллеса та Брісеїду, нині зберігається у музеї Ватикану. Амфора датується приблизно 450 роком до н. е. Фігура Ахіллеса дуже схожа на роботи сучасного вазописцю скульптора Поліклета Старшого, особливо до його скульптури «Дорифор». За кількома символами (по одному з кожного боку вази), дослідники зробили висновок, що її автор, пов'язаний, можливо, учень, іншого анонімного вазописця, відомого під іменем Берлінського вазописця. Загалом червонофігурна амфора Ахіллес та Брісеїда вважається дослідниками одним з найдобріше збережених прикладів вазопису класичного періоду.
Поряд з амфорами Вазописець Ахіллеса створював розпис для поховальних лекіфів у техніці вазопису на білому тлі. Ці вази прикрашали поховання знатних афінян на цвинтарі зовнішнього Керамікосу, вони відрізняються використанням досить яскравих барв на білому тлі, що споріднює стиль Вазописця Ахіллеса із роботами Полігнота та Мікона.